# Estación Las Palmas
Las Palmas es una estación de ferrocarril ubicada en la localidad homónima, partido de Zárate, provincia de Buenos Aires, Argentina.

## Servicios
La estación corresponde al Ferrocarril General Bartolomé Mitre de la red ferroviaria argentina.
Se encuentra actualmente sin operaciones de pasajeros, sin embargo por sus vías transitan los servicios Retiro-Rosario/Córdoba/Tucumán de la empresa estatal Trenes Argentinos Operaciones, aunque no hacen parada en esta.